# Długokąty (powiat żyrardowski)
Długokąty – wieś w Polsce położona w województwie mazowieckim, w powiecie żyrardowskim, w gminie Puszcza Mariańska.
Na terenie wsi funkcjonują dwa sołectwa Długokąty i Małe Długokąty.
- W skład sołectwa Długokąty wchodzą częściowo Długokąty (nr 1- 41)  i Budy-Kałki[7].
- W skład sołectwa Małe Długokąty wchodzą Długokąty Małe i  część Bud Zaklasztornych (ulica Graniczna).

| SIMC    | Nazwa          | Rodzaj    |
| ------- | -------------- | --------- |
| 0734742 | Długokąty Małe | część wsi |

W latach 1975–1998 miejscowość należała administracyjnie do województwa skierniewickiego.
W Długokątach znajduje się nieużywany przystanek kolejowy linii Skierniewice – Łuków (obecnie rozebrany).
Pochodzenie nazwy Długokąty jak do tej pory nie jest znane, zachodzi hipoteza, że nazwa ta ma związek z autentycznym brakiem jakichkolwiek zakrętów na całej powierzchni dróg wiejskich, nie wliczając lekkiego łuku w kierunku wsi Budy Kałki.